# Cassipourea killipii
Cassipourea killipii là một loài thực vật có hoa trong họ Rhizophoraceae. Loài này được Cuatrec. mô tả khoa học đầu tiên năm 1950.